# APLib
APLib — библиотека для сжатия исполняемых файлов для Microsoft Windows с частично открытым исходным кодом (доступны исходные тексты алгоритмов распаковки), для разработчиков и поставщиков программного обеспечения.

## Описание
aPLib является библиотекой для сжатия данных, которая разработана на основе алгоритма, используемого в Apack, но является более простой в использовании альтернативой для больших по размеру файлов.
Алгоритм сжатия данных накладывает минимальные требования на ресурсы компьютера при распаковке: при декомпрессии в минимальном варианте декомпрессора требуется около 169 байтов памяти (с более медленной распаковкой чем более объемный вариант декомпрессора).
С первого публичного релиза в 1998 году, алгоритм aPLib был одним из самых чистых LZ-основанных библиотек для сжатия данных.
Кроме сжатия, сжатие программ используется для защиты программ от непрофессионального реверс-инжиниринга.

## Лицензия
Библиотека бесплатна для коммерческого и некоммерческого использования. Исходные тексты алгоритма сжатия недоступны и поставляются в виде бинарных объектных файлов и DLL. Исходные тексты распаковщиков доступны под собственной лицензией.